# بحوث علم النفس الكمي
يُعرَّف البحث النفسي الكمي بأنه البحث النفسي الذي يؤدي النمذجة الرياضية والتقدير الإحصائي أو الاستدلال الإحصائي أو وسيلة لاختبار النظريات الموضوعية من خلال دراسة العلاقة بين المتغيرات. التعريف الأول يميزه عن البحث النفسي النوعي؛ ومع ذلك، كان هناك نقاش طويل حول الفرق بين البحوث الكمية والنوعية. لقد قيل إنه نظرًا لأن هذا النقاش لم يعثر على نهايته، فإن الاختلافات تكفي لكون البحوث الكمية والنوعية ذات قيمة بطرق يجب استخدامها في جمع البيانات.